# Феодальная война во Франции (1181—1187)
Феодальная война во Франции 1181—1187 — вооруженный конфликт между королем Франции Филиппом II Августом и коалицией крупных феодалов, составной частью которого была франко-фламандская война 1181—1185.

## Начало конфликта

Королевство Франция в 1180

Когда короля Франции Людовика VII разбил паралич, управление перешло к его жене Адели Шампанской и её братьям — Гильому Белорукому, кардиналу, папскому легату и архиепископу Реймса, Генриху I Щедрому, графу Шампани, Тибо V, графу Блуа и Шартра, сенешалю Франции, и Этьену I, графу Сансера. Владения шампанской династии охватывали королевский домен с нескольких сторон. Гуго III, герцог Бургундский, был их союзником.
Другим крупным владетелем на северо-востоке был граф Фландрии Филипп Эльзасский, жена которого Елизавета де Вермандуа в 1164 году унаследовала графства Вермандуа, Валуа и Амьенуа. В результате его владения протянулись от нижней Шельды до Марны, в том числе на север Иль-де-Франса, а сам он стал крупнейшим из вассалов французской короны (не считая английского короля) и самым могущественным нидерландским князем. Его войска располагались в Крепи-ан-Валуа, напротив Санлиса, в нескольких лье от Парижа. Сестра Филиппа Маргарита Эльзасская была замужем за Бодуэном V де Эно, обязанным предоставлять шурину военную помощь. Филипп Эльзасский был другом Людовика, который выбрал его в качестве военного наставника для своего наследника. Граф Фландрский стал ближайшим советником Филиппа. Принц, его родственники из дома де Дрё и маршал Робер Клеман использовали графа Фландрского для того, чтобы избавиться от влияния шампанцев при дворе.
1 ноября 1179 года принц Филипп был коронован. Адель не присутствовала на коронации, Этьен де Сансер в конце года устроил заговор и поднял мятеж против короля. Филипп Эльзасский помог его подавить. В марте 1180 года Тибо Блуаский покинул двор и удалился в свои владения. Вскоре к нему присоединилась королева-мать.

## Женитьба короля

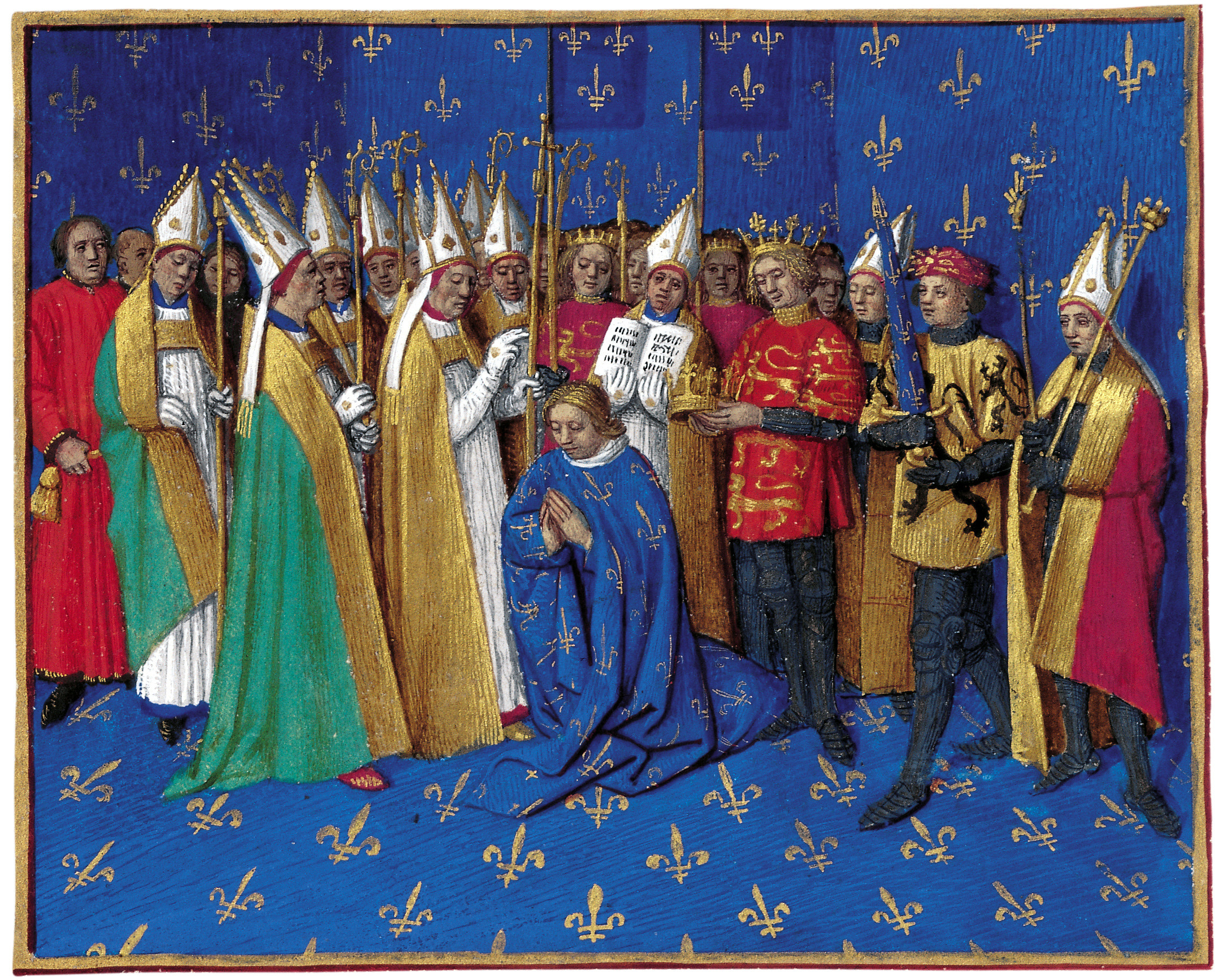
Коронация Филиппа Августа

В 1177 года Филипп Эльзасский назначил своим наследником во Фландрии зятя Бодуэна V. Бодуэн и Генрих Щедрый 13 марта 1179 года договорились о двойном браке своих детей. В перспективе это могло бы привести к образованию весьма опасной для Капетингов шампанско-фламандско-геннегауской коалиции. Чтобы разрушить этот проект, французский двор через Филиппа Эльзасского предложил Бодуэну выдать его дочь Изабеллу де Эно за наследника престола. После долгих переговоров граф принял это предложение. Было решено, что в приданое будет дана провинция Артуа с городами Аррасом, Сент-Омером, Эром и Эденом. В случае рождения сына эти земли доставались ему, но если бы он умер бездетным — возвращались в состав Фландрии.
По словам нидерландского хрониста Якоба Майера, брак Филиппа и Изабеллы положил «начало раздорам и вражде между французами и фламандцами, явился источником многих коллизий и войн и стал исходным пунктом многочисленных катастроф и поражений».
Адель и шампанские принцы были очень недовольны и утверждали, что такой брак роняет престиж Капетингов, так как невеста значительно уступает жениху в знатности. Эно, в сравнении с Шампанью, было небольшим владением, и его правитель даже не являлся прямым вассалом императора, а приносил оммаж епископу Льежскому. Но он был богат и наследовал Фландрию, а Изабелла происходила от Каролингов.
29 апреля 1180 года в замке Бапом состоялось бракосочетание. Короновать Изабеллу в Реймсе было невозможно, так как архиепископ Гильом на это бы не согласился, и церемонию провели в аббатстве Сен-Дени 29 мая. Ещё в марте Филипп захватил замки, принадлежавшие матери, и порвал со своими дядями.

## Посредничество Генриха II

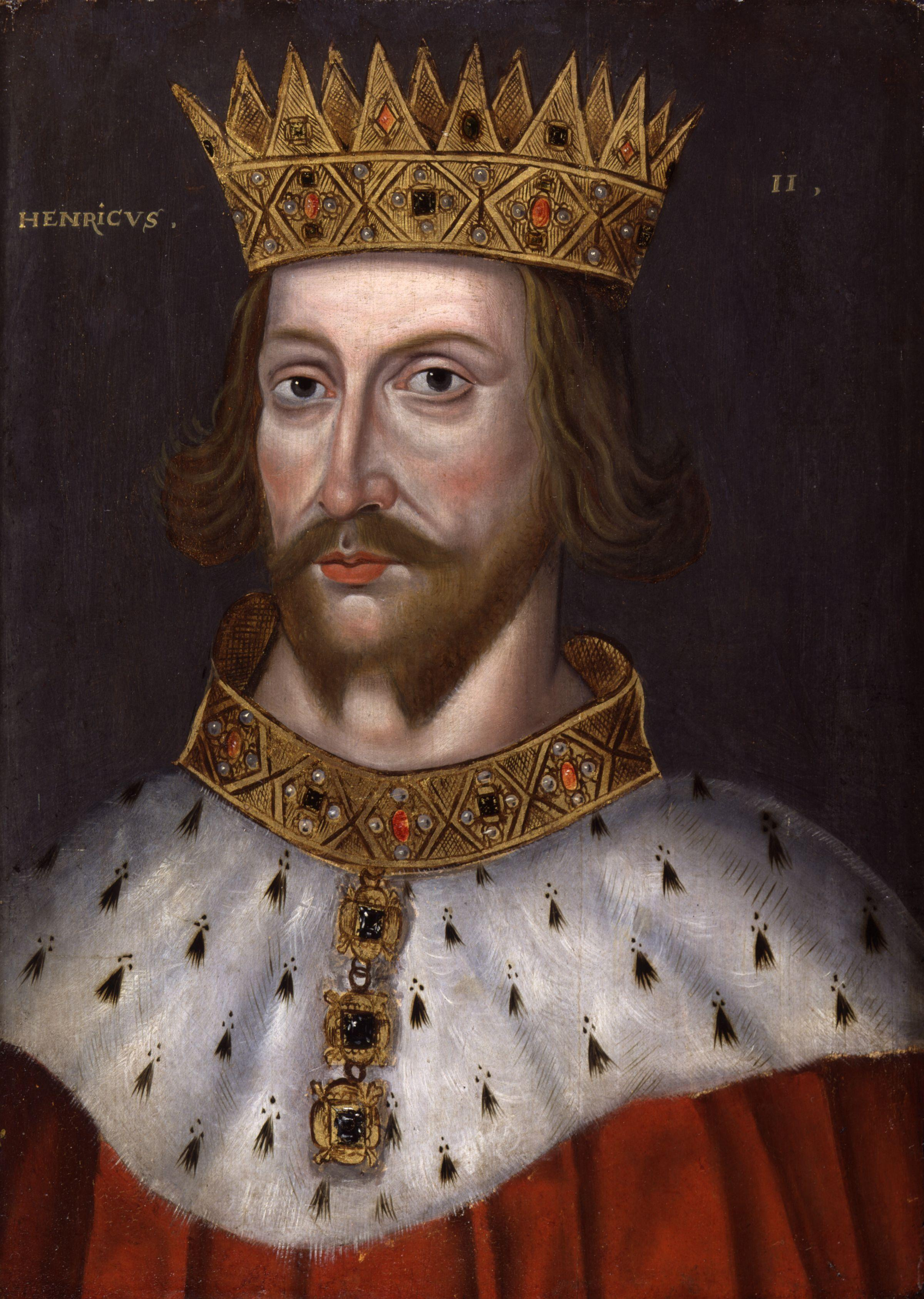
Генрих II. Неизвестный автор, ок. 1620. Лондонская портретная галерея

Адель, от которой сын потребовал прекратить всякие контакты с её кланом, предпочла покинуть двор и вместе с братьями начала готовить восстание. Весной они обратились за помощью к королю Англии Генриху II, но тот занял осторожную позицию, хотя Молодой Король и настаивал на интервенции. Генрих опасался нового мятежа своего наследника, не хотел портить отношения с графом Фландрским и императором, а кроме того, Филипп II провел военную демонстрацию, собрав войска якобы для похода на Овернь, признававшую вассальную зависимость от Генриха. К этой армии присоединились три тысячи геннегауских пехотинцев, но поход не состоялся, так как Филипп Эльзасский и Бодуэн организовали встречу двух королей в Жизоре. Договор 28 июня 1180 года подтвердил мир и союз между Англией и Францией, а Филипп обещал помириться с родственниками.
Генрих в очередной раз упустил возможность нанести решительный удар по Капетингам. Полагают, что он не хотел нарушать феодальное право, так как для агрессии против сюзерена требовались очень веские основания, и он не хотел создавать прецедент, которым могли бы воспользоваться его собственные вассалы.
Филипп для вида помирился с шампанцами и вернул Генриха Щедрого ко двору, но вскоре ситуация ещё больше запуталась. Шампанцы упрекали короля в невыполнении условий договора, Филипп Эльзасский был недоволен ослаблением своего влияния при дворе, где все больший вес набирал его зять Бодуэн, а юный король с группой верных сторонников лавировал между ними.

## Феодальная коалиция
Осознав, что король использовал его в своих целях, а теперь отстраняет от управления, Филипп Эльзасский решил отомстить, для чего вступил в союз с шампанцами. Встретившись 14 мая 1181 года в замке Провен для обсуждения проекта нового двойного брака между Шамапанью и Эно, принцы Фландрии, Шампани и Бургундии образовали феодальную лигу, направленную против короля. В её состав вошли Филипп Эльзасский, Бодуэн де Эно, Гильом Реймсский, Мария Шампанская, графы Блуа и Сансера, граф Неверский и герцог Бургундский. Планировалось атаковать королевский домен с севера, из Вермандуа, и с юга, из Бовези, а также в Берри и Орлеанэ.

## Начало войны

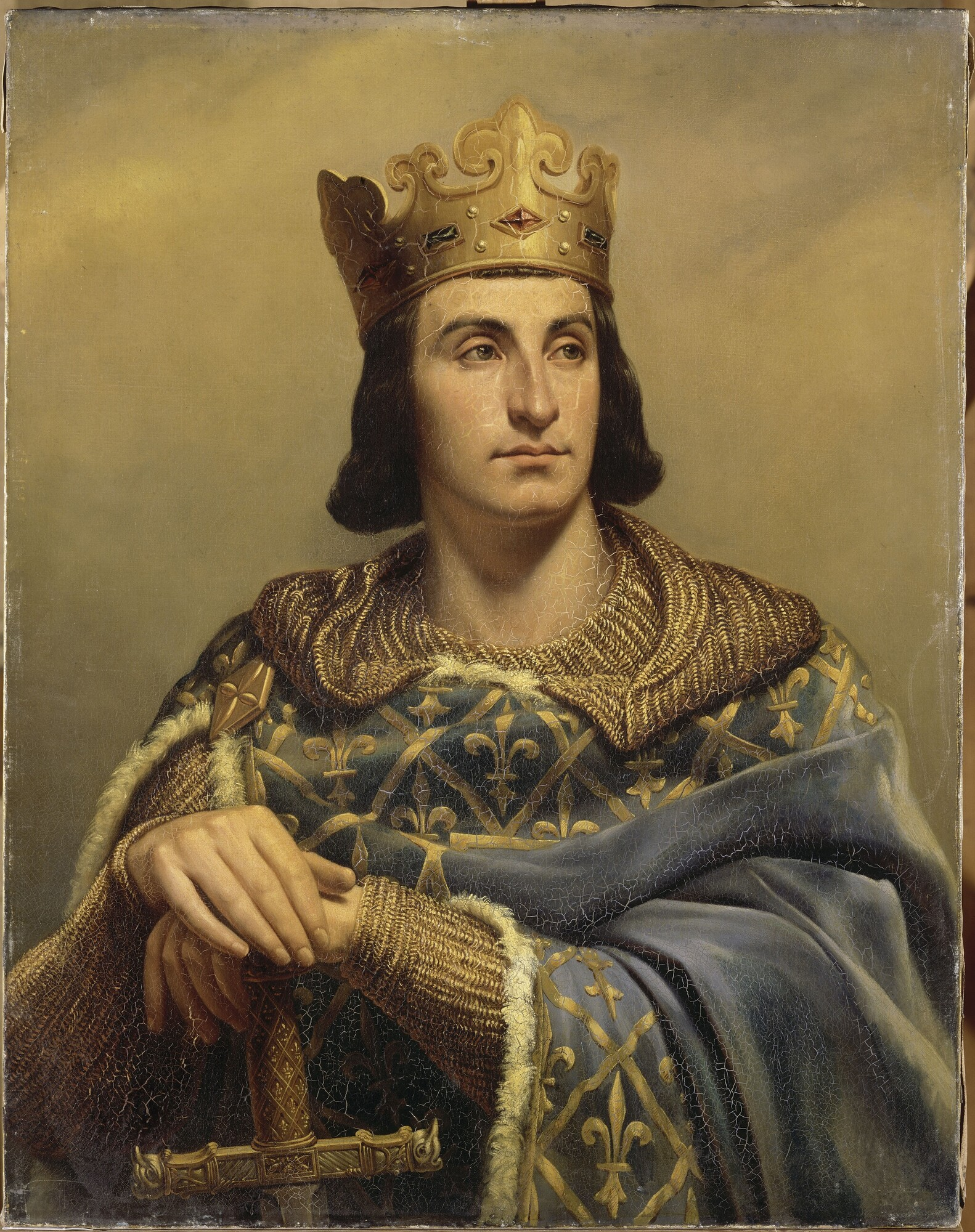
Луи Феликс Амьель. Филипп II, называемый Филиппом Августом, король Франции (1165—1223). Версаль, национальный музей замка Трианон

Как и в большинстве феодальных конфликтов, военные действия сводились, в основном, к набегам, разорению деревень и городков и осадам городов и замков. Войска избегали встречаться в поле; за всю войну крупные армии сходились друг против друга один или два раза, и так и не вступили в сражение. Зимой и во время больших церковных праздников старались не воевать, а в остальное время боевые действия часто прерывались перемириями.
Этьен де Сансер захватил Сен-Бриссон-сюр-Луар и угрожал Орлеану. В июле Филипп контратаковал, вернул Сен-Бриссон, овладел Шатийоном и заставил дядю просить мира. Граф Фландрский в том же месяце напал на владения Рауля де Куси, но Бодуэн на этот раз сумел добиться примирения. Вскоре, однако, Филипп Эльзасский вступил в конфликт с коннетаблем Раулем де Клермоном. С большим войском, в которое входили Бодуэн, Гуго де Сен-Поль, Жак I д’Авен, Гуго III д’Уази, он нанес удар по королевским владениям, осадил Санлис, с грабежами прошел до городка Даммартен-ан-Гоэль, и захватил Лувр, находившийся всего в 20 км от Парижа. В ответ король вторгся в Валуа, освободил от осады Санлис, но не смог блокировать графа в Крепи. Вместо Бодуэна де Эно, который не хотел воевать против зятя, и в феврале 1182 года вернулся в свои земли, Филипп Эльзасский привлек на свою сторону Генриха Лувенского и графа Намюра. Он пытался заручиться помощью императора, и предлагал Фридриху Барбароссе «раздвинуть границы империи до Британского моря», но тот отказался.
В 1181 году Филипп II совершил карательный поход в Шампань и разграбил некоторые области. Так как об этом сообщает только английский хронист Радульф из Дицето, очевидно, что больших успехов добиться не удалось. 4 марта 1182 года при посредничестве Генриха II и папского легата епископа Альбано у Жерберуа было заключено перемирие между Филиппом II и графом Фландрии. Окончательно договор был подписан 11 апреля на встрече между Санлисом и Крепи, в которой, возможно, участвовали представители герцога Бургундского и Марии Шампанской.

## Распад коалиции
Слабым местом феодальной коалиции было различие в целях между её участниками. Единственное, в чём они были согласны, это в том, что короля надо ослабить. Когда попытки спровоцировать иностранное вмешательство провалились, коалиция начала распадаться. Сенешаль Тибо де Блуа изначально не был настроен на решительную борьбу, его брат архиепископ Реймсский был человеком мирным. Королю быстро удалось склонить их к примирению. Бодуэн де Эно устал следовать в русле фламандской политики, которая стоила ему денежных и людских потерь, не принося особой выгоды. К тому же новый союзник Филиппа Эльзасского Генрих Лувенский был непримиримым врагом дома Эно и вскоре напал на графство. Бодуэн жаловался императору, но Фридрих не хотел вмешиваться в этот конфликт.
В 1183 году королевское войско вторглось в Берри под предлогом защиты населения от грабежей и насилий со стороны коттеро — наемников, оставшихся без дела после отмены Овернского похода.

## Наследство Вермандуа
23 марта 1183 года умерла бездетной жена графа Фландрского Филиппа Эльзасского Елизавета де Вермандуа. Её владения должны были достаться младшей сестре Элеоноре, жене графа Матье III де Бомона, королевского камерария, но граф Фландрский немедленно оккупировал ядро графства Вермандуа — долину Уазы от Сен-Кантена до Шони. Король Филипп потребовал от имени Элеоноры вернуть Валуа и Вермандуа, и занял Шони и Сен-Кантен. Бодуэн де Эно и Гильом Реймсский предложили в качестве посредников Генриха II и Молодого Короля. Около Пасхи король Франции и Филипп Эльзасский встретились в пограничном местечке Ла-Гранж-Сент-Арнуль, между Санлисом и Крепи, и договорились, что граф Фландрский сохраняет земли Вермандуа с Сен-Кантеном, Перонном, графством Амьен, Туроттом и Бокеном, а также сеньориальную власть над землями Гиз и Валуа в форме залога за те деньги, что были им потрачены на приобретение там владений. Вскоре ему пришлось уступить Валуа графине де Бомон.
Филипп Эльзасский был недоволен потерей части наследства жены. В августе 1183 года он женился на португальской принцессе Матильде, которой оставил в наследство значительную часть своих владений, включая Артуа, составлявшее приданое Изабеллы де Эно. Так он посеял семена будущего конфликта. Также он возобновил происки при императорском дворе, где имел большие связи, но привлечь императора Фридриха Барбароссу к участию в антифранцузской коалиции опять не удалось. Императору была нужна поддержка Франции против Вельфов, находившихся в союзе с Англией, и он не желал развязывать войну из-за феодальных распрей своего вассала. Филипп II заключил с императором договор, по которому Фридрих сохранял нейтралитет в конфликте.

## Шампанский реванш

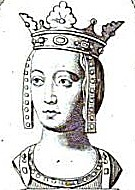
Изабелла де Эно

К концу 1183 года коннетабль Рауль де Клермон добился сближения короля с шампанской группировкой, которая, во главе с королевой-матерью, восстановила своё влияние при дворе. Гильом Белорукий стал самой влиятельной фигурой в правительстве. Развивая достигнутый успех, шампанцы пытались уничтожить влияние Бодуэна де Эно, для чего повели атаку на его дочь. В этом деле они заручились поддержкой коннетабля и нескольких королевских советников. Филипп II пытался через свою жену убедить Бодуэна порвать с Филиппом Эльзасским, но граф де Эно не хотел лишаться фламандского наследства, а потому продолжал занимать двусмысленную позицию. Выставив в качестве предлога то, что супруга до сих пор не принесла королю наследника, шампанцы весной 1184 года попытались организовать в Санлисе подобие церковного собора и добиться развода. Аргумент был не очень убедительным, так как Филиппу II было 18 лет, а Изабелле всего 14. Юная королева при поддержке семьи де Дрё и населения Санлиса отстояла свои права.

## Война с Фландрией

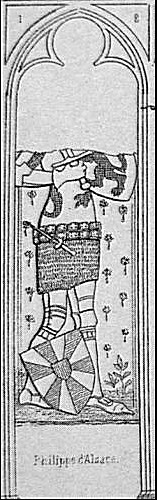
Филипп Эльзасский

Филипп II настаивал на возвращении наследства Вермандуа. Созвав баронов в Компьене весной 1184 года, он решил собрать войско и захватить Амьен. Филипп Эльзасский в июне также собрал войска, призвав на помощь Бодуэна де Эно. На переговоры с последним король направил свою жену, и та убедила отца поспособствовать восстановлению мира. Король воспользовался этим, публично назвав графа де Эно в числе своих союзников. Филипп Эльзасский поверил в измену Бодуэна и немедленно напал на Эно вместе с Генрихом Лувенским и отрядами Кёльнского архиепископа. Фламандцы вторглись с запада, прошли через районы Бавэ и Мобёжа и соединились с наступавшими с востока немецкими и лотарингскими войсками, разрезав графство надвое. Атакованный со всех сторон, Бодуэн едва держался, опираясь на города и замки. Разорив окрестности и не дав решительного сражения, нападавшие ушли. Король Франции даже не пытался помочь своему тестю.
14 декабря 1184 года было заключено перемирие до 2 февраля 1185 года. После этого война возобновилась на французской территории, в долинах Уазы и Соммы. 21 апреля шателен Перонна сдал королю замок Брэ-сюр-Сомм. Филипп Эльзасский безуспешно атаковал Корби, осадил Бетизи в Валуа, а затем двинулся на защиту Амьена. Он оказался в тяжелом положении, так как был вынужден разместить крупные гарнизоны в Сен-Кантене, Шони и других крепостях Вермандуа, а также на границе с Эно — в Дуэ, Ауденарде, Като-Камбрези.
Король собрал в Компьене значительное войско и выступил в долину Соммы, где к нему присоединился Бодуэн. В походе участвовали Тибо де Блуа и архиепископ Реймсский. Объединённое войско осадило замок Бов, важный стратегический пункт неподалеку от Амьена, у соединения Соммы, Авра и Нуа. Три недели армии стояли, не решаясь вступить в битву, после чего Филипп Эльзасский, опасаясь превосходящих сил противника, запросил мира. К этому его побудил отказ Генриха II вмешаться даже в качестве посредника, а также измена одного из главных сторонников — Жака д’Авена, подкупленного королём Франции.

## Бовский договор
В июле 1185 года в Бове был заключен мирный договор, по которому Филипп Эльзасский возвращал Элеоноре Нижнее Валуа и часть графства Вермандуа с Шони, Рессоном и рентой в 200 ливров с транзитных пошлин, взимаемых в Руа. Шателении Сен-Кантен, Ам и Перонн оставались в пожизненном владении графа Фландрии, затем также отходили Элеоноре. Филипп II получал графства Амьен, Мондидье, Шуази-ан-Брак, Пуа, шателении Руа и Туротт, которые присоединялись к королевскому домену. Его вассалами становились сеньоры Пикиньи и Бова. В общей сложности, под контроль короля переходили 65 замков в Вермандуа. Вкупе с признанием Филиппом Эльзасским перехода Артуа к будущему наследнику французской короны, этот договор был очень выгоден королю, так как ни граф Фландрии, ни Элеонора не имели потомства, и в будущем можно было рассчитывать на присоединение Вермандуа и Валуа. Филипп II закрепился в долинах Уазы и Соммы, его владения протянулись от Сены до Оти. Жак д’Авен стал вассалом короля, получив сто ливров ренты с земель в окрестностях Крепи. Бодуэн де Эно заключил мир с д’Авеном и графом Фландрии, которому принес тесный оммаж и отказался от прав на Дуэ.
10 марта 1186 года на встрече в Жизоре Филипп II, Генрих II, Филипп Эльзасский, Мария Шампанская и Маргарита, вдова Молодого Короля, заключили дополнительные соглашения, уладившие ряд спорных вопросов.

## Бургундская кампания
Оставался последний непокорный вассал — Гуго III Бургундский, который с 1183 года вел жестокую войну с Гуго I де Вержи. Король Франции несколько раз требовал прекратить военные действия, но вместо этого герцог в 1185 году осадил Вержи. Гуго III также пытался заручиться помощью императора, разыскал в Италии его наследника, римского короля Генриха, с которым 3 июня 1186 года заключил в Орвието оборонительный и наступательный союз против короля Франции, но Барбаросса запретил своему сыну вмешиваться в эту войну.
Соединившись в конце 1186 года с войсками графа Фландрского, Филипп II прошел через земли Шампани, и в феврале 1187 года вторгся в Бургундию, заставив герцога снять осаду, продолжавшуюся 18 месяцев. Затем французские и фламандские войска разграбили область Дижона, захватив несколько замков, в том числе Флавиньи и Бон. В начале марта король осадил один из центров герцогства, Шатийон-сюр-Сен, и около Пасхи (29 марта) взял его. Город был разрушен и частично сожжен. Герцогу Бургундскому пришлось подчиниться, выплатить три тысячи ливров и передать королю три крепости. Гуго де Вержи становился прямым вассалом короля.

## Итоги
В ходе войны король одержал победу над феодальными группировками и добился некоторых успехов в противостоянии с Фландрией, закрепив за собой часть долины Уазы и низовья Соммы. Это был первый успех на фламандском направлении, где ранее потерпели неудачу Филипп I и Людовик VI. Король Франции не мог помешать будущему объединению Фландрии и Эно, однако, подготовил хорошие позиции для продолжения экспансии в Нидерландах. По словам Анри Пиренна, «Филипп Август был для Филиппа Эльзасского тем, чем Людовик XI оказался в XV веке для Карла Смелого», добившись победы терпением и умелыми интригами.
Война 1181—1185 годов стала началом длительной борьбы Филиппа Августа за Фландрию. В 1187 году у короля родился наследник, получивший Артуа. Земли Верхней Соммы достались Франции после смерти Филиппа Эльзасского в 1191 году, а остальные территории Вермандуа и Валуа были присоединены после смерти Элеоноры де Вермандуа в 1213 году.